# Michael Köchlin
Michael Köchlin (latinisiert Coccinius; * 1478; † nach 1512) war ein deutscher humanistischer Geschichtsschreiber.

## Leben
Michael Köchlin immatrikulierte sich 1490 an der Universität in Tübingen, erwarb dort 1491 den Grad des Bakkalaureus artium, 1494 den Magister artium. Danach war er als Lehrer tätig und hielt sich im Kreis um den humanistischen Publizisten Heinrich Bebel auf.
Köchlin beschäftigte sich auch mit Theologie und Rechtswissenschaft und studierte seit 1500 in Wien. Dort hatte er Kontakt zu den Humanisten um Conrad Celtis.
1502 war Köchlin wieder in Tübingen, als Magister regens im Contubernium. Seine Schrift De imperii iuribus von 1503 gelangte nicht zum Druck, da ihr antiklerikaler Inhalt auf starken Widerstand stieß. 1506 beschrieb er diese Ereignisse.
Seit Ende 1506 oder Anfang 1507 war Michael Köchlin Sekretär von Veit von Fürst, der kaiserlicher Statthalter in Modena war. Er wurde später dessen Kanzler und verfasste ein vierbändiges Werk über die politischen Ereignisse in Italien in dieser Zeit.
Der Druck erschien 1512 in Tübingen, danach sind keine Nachrichten mehr über ihn erhalten.
Michael Köchlin gehört zu den bedeutendsten und kritischsten humanistischen Geschichtsschreibern seiner Zeit.

## Werke
- Opvscvlvm Michaelis Coccinij Tübingensis alias Köchlin dicti. De imperij a Graecis ad Germanos tralatione 1506
- Quattuor libri commentariorum de bello Imperatoris Maximiliani cum Venetis gesto